# طوم بيل
طوم بيل (بالإنجليزية: Thom Bell)‏ هو كاتب أغاني ومنتج أسطوانات ومغن مؤلف وموسيقي ومغني أمريكي، ولد في 26 يناير 1943 في كينغستون في جامايكا.

## وصلات خارجية
- طوم بيل على موقع IMDb (الإنجليزية)
- طوم بيل على موقع ميوزك برينز (الإنجليزية)
- طوم بيل على موقع أول ميوزيك (الإنجليزية)
- طوم بيل على موقع أول ميوزيك (الإنجليزية)
- طوم بيل على موقع أول ميوزيك (الإنجليزية)
- طوم بيل على موقع ديسكوغز (الإنجليزية)
- طوم بيل على موقع قاعدة بيانات الفيلم (الإنجليزية)